# پراناو میستری
پراناو میستری (انگلیسی: Pranav Mistry؛ زادهٔ ۱۴ مهٔ ۱۹۸۱) دانشمند در زمینه فناوری اطلاعات اهل هند است. او یک دانشمند رایانه و مخترع است، که مدیرعامل آزمایش‌گاه‌های استار (آزمایش‌گاه‌های فن‌آوری و پژوهش‌های پیش‌رفته‌ی سامسونگ) بود. او بیش‌تر به‌خاطر کار بر روی سیکث‌سنس و سامسونگ گلکسی گیر شناخته می‌شود.